# Jane Bell
Florence Isabel (Jane) Bell (Toronto, 2 juni 1910 - Fort Myers, 1 juli 1998) was een Canadese atlete, die zich had toegelegd op de sprint. Zij nam eenmaal deel aan de Olympische Spelen en veroverde bij die gelegenheid een gouden medaille.

## Loopbaan
Bell werd geselecteerd voor de Canadese ploeg voor de Olympische Zomerspelen in Amsterdam, dit waren de eerste spelen waarbij vrouwen mochten deelnemen aan atletiek. Bell werd op de 100 meter in de halve finale uitgeschakeld. Op de 4x100 meter estafette won Bell samen met haar ploeggenoten de gouden medaille.

## Titels
- Olympisch kampioen 4 × 100 m estafette - 1928

## Persoonlijk record
| Onderdeel | Prestatie | Datum |
| --------- | --------- | ----- |
| 100m      | 12,6      | 1928  |

## Belangrijkste prestaties

### 100 m
| Jaar | Wedstrijd | Plaats | tijd |
| ---- | --------- | ------ | ---- |
| 1928 | OS        | HF     |      |

### 4 x 100 m
| Jaar | Wedstrijd | Plaats | tijd    |
| ---- | --------- | ------ | ------- |
| 1928 | OS        | Goud   | 48,4 WR |

1928: Rosenfeld, Smith, Bell, Cook ·
1932: Carew, Furtsch, Rogers, Von Bremen ·
1936: Bland, Rogers, Robinson, Stephens ·
1948: Stad-de Jong, Witziers-Timmer, van der Kade-Koudijs, Blankers-Koen ·
1952: Faggs, Jones, Moreau, Hardy ·
1956: Strickland, Croker, Mellor, Cuthbert ·
1960: Hudson, Williams, Jones, Rudolph ·
1964: Ciepły, Kirszenstein, Górecka, Kłobukowska ·
1968: Ferrell, Bailes, Netter, Tyus ·
1972: Krause, Mickler-Becker, Richter, Rosendahl ·
1976: Oelsner, Stecher, Bodendorf, Eckert ·
1980: Müller, Wöckel, Auerswald, Göhr ·
1984: Brown, Bolden, Cheeseborough, Ashford ·
1988: Brown, Echols, Griffith-Joyner, Ashford ·
1992: Ashford, Jones, Guidry, Torrence ·
1996: Devers, Miller, Gaines, Torrence ·
2000: Fynes, Sturrup, Davis, Ferguson ·
2004: Lawrence, Simpson, Bailey, Campbell ·
2008: Borlée, Mariën, Ouédraogo, Gevaert ·
2012: Madison, Felix, Knight, Jeter ·
2016: Madison, Felix, Gardner, Bowie ·
2020: Williams, Thompson-Herah, Fraser-Pryce, Jackson ·
2024: Jefferson, Terry, Thomas, Richardson